# Lago Pollux
Lago Pollux är en sjö i Chile.   Den ligger i regionen Región de Aisén, i den södra delen av landet, 1 400 km söder om huvudstaden Santiago de Chile. Lago Pollux ligger 677 meter över havet. Arean är 8,2 kvadratkilometer. Den sträcker sig 8,1 kilometer i nord-sydlig riktning, och 5,1 kilometer i öst-västlig riktning.
Trakten runt Lago Pollux består i huvudsak av gräsmarker. Runt Lago Pollux är det mycket glesbefolkat, med 6 invånare per kvadratkilometer.